# هاینز بن
هاینز بن (انگلیسی: Heinz Bonn؛ ۲۷ ژانویه ۱۹۴۱ – November 1991 (aged 50)) بازیکن فوتبال اهل آلمان بود.
از باشگاه‌هایی که در آن بازی کرده‌است می‌توان به باشگاه فوتبال هامبورگ اشاره کرد.